# Médaille de bronze de la vaillance militaire
La médaille de bronze de la vaillance militaire (italien : Medaglia di bronzo al valor militare) est une médaille italienne attribuée pour chevalerie.
Cette médaille fut créée par Charles Albert de Sardaigne le 26 mars 1833, avec les médailles d'or et d'argent de rang supérieur pour la valeur militaire.
Ces médailles, ainsi que la « Croce di Guerra al Valor Militare » (Croix de guerre de la vaillance militaire - qui ne peut être décernée qu'en temps de guerre) sont créées par l'arrêté royal du 4 novembre 1932, dans lequel leur objet est défini comme :  « Distinguer et honorer publiquement les auteurs d'actes militaires héroïques, même accomplis en temps de paix, à condition que l'action soit étroitement liée aux fins pour lesquelles les Forces armées sont constituées, quelles que soient la condition ou la qualité de l'auteur. »
Pendant la Première Guerre mondiale, la médaille a été décernée quelque 60 244 fois pour des actes individuels d'héroïsme (contre 38 614 médailles d'argent et 368 médailles d'or).

## Récipiendiaires notables
- Ernesto Burzagli
- William W. Eagles
- Maurizio Giglio
- Hans-Werner Kraus
- Arthur Scott
- Pedro del Valle

## Voir également
- Médaille de la vaillance militaire
- Médaille d'or de la vaillance militaire
- Médaille d'argent de la vaillance militaire
- Ordres, décorations et médailles de l'Italie
- Médailles italiennes 1860-aujourd'hui (Wikipedia italien)